# Challenger de Cortina 2015
El torneo International Tennis Tournament of Cortina 2015 es un torneo profesional de tenis. Pertenece al ATP Challenger Series 2015. Se disputará su 2ª edición sobre superficie tierra batida, en Cortina d'Ampezzo, Italia entre el 3 al el 9 de agosto de 2015.

## Jugadores participantes del cuadro de individuales
| Favorito | País                 | Jugador                 | Rank1 | Posición en el torneo |
| -------- | -------------------- | ----------------------- | ----- | --------------------- |
| 1        | Bandera de Italia    | Paolo Lorenzi           | 83    | CAMPEÓN               |
| 2        | Bandera de Serbia    | Filip Krajinović        | 97    | Cuartos de final      |
| 3        | Bandera de Rusia     | Andrey Kuznetsov        | 108   | Cuartos de final      |
| 4        | Bandera de España    | Daniel Muñoz de la Nava | 109   | Semifinales           |
| 5        | Bandera de Brasil    | André Ghem              | 118   | Primera ronda         |
| 6        | Bandera de Argentina | Máximo González         | 144   | FINAL                 |
| 7        | Bandera de Italia    | Andrea Arnaboldi        | 158   | Semifinales           |
| 8        | Bandera de Rusia     | Aslan Karatsev          | 176   | Segunda ronda         |

- 1 Se ha tomado en cuenta el ranking del 27 de julio de 2015.

### Otros participantes
Los siguientes jugadores recibieron una invitación (wild card), por lo tanto ingresan directamente al cuadro principal (WC):
- Alessandro Giannessi
- Gianluigi Quinzi
- Gianluca Mager
- Francisco Bahamonde

Los siguientes jugadores ingresan al cuadro principal tras disputar el cuadro clasificatorio (Q):
- Aldechi Virgili
- João Menezes
- Agustín Velotti
- Matteo Trevisan

## Campeones

### Individual Masculino
- Paolo Lorenzi derrotó en la final a  Máximo González, 6–3, 7–5

### Dobles Masculino
- Paolo Lorenzi /  Matteo Viola derrotaron en la final a  Lee Hsin-han /  Alessandro Motti, 6–7(5–7), 6–4, [10–3]